# Unije
Den här artikeln handlar om ön Unije. För orten Unije, se Unije (ort).
Unije (italienska: Unie, äldre tyska: Niä) är en ö i Adriatiska havet som tillhör Kroatien. Unije har en yta på 16,77 km2 och dess högsta topp Kalk  når 138 m ö.h. Ön ligger i Kvarnerviken och hör till Primorje-Gorski kotars län. Befolkningen uppgår till 88 invånare (2011) och det finns endast ett samhälle på Unije som bär samma namn som ön.  

## Historia
Ön var befolkad redan under antiken.
I samband med Pacta conventa 1102 kom ön liksom övriga Kroatien att ingå i Ungern och förlängningen Österrike-Ungern. Efter Österrike-Ungerns upplösning 1918 kom ön att tillhöra Slovenernas, kroaternas och serbernas stat. I samband med Rapallofördraget 1920 övertog Italien kontrollen över ön. 
1900-1920 upplevde ön en ekonomisk tillväxt och 1921 uppgick befolkningen till 783 invånare. 1920-talets ekonomiska kris ledde dock till avfolkning och många öbor utvandrade till USA. 1943 befriades ön från den italienska ockupationen. Unije återfördes till Kroatien som efter andra världskriget kom att bli en socialistisk republik inom Jugoslavien. Avfolkningstrenden fortsatte och 1953 hade Unije 402 invånare.
Den 7 oktober 1979 fick ön elektricitet och den 14 april 1996 en mindre flygplats.